# 流川 (大分県)

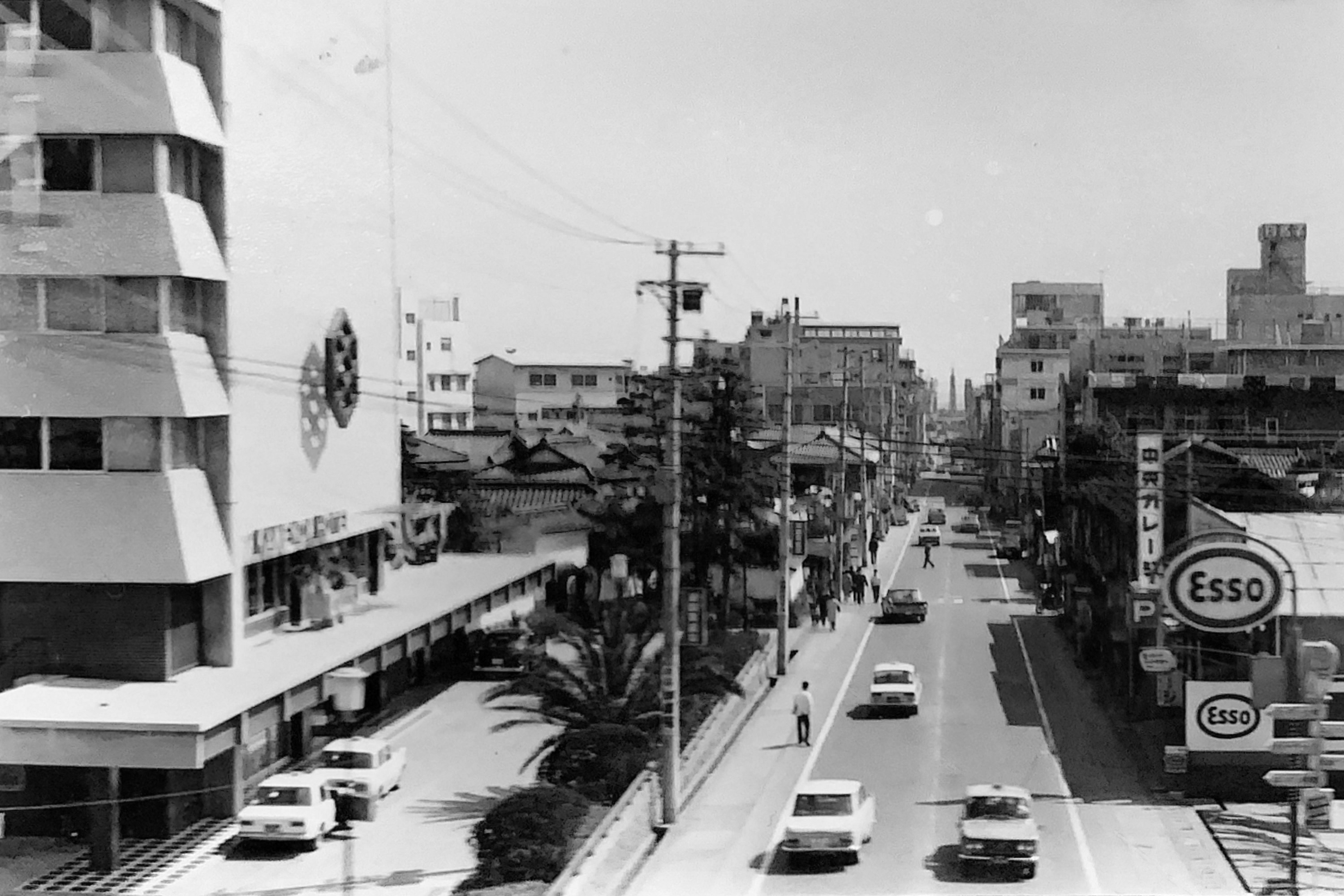
亀の井ホテル前の流川通り（1960年代）

流川（ながれかわ）は、大分県別府市を流れる河川、または別府温泉中心部の繁華街。

## 概要
別府湾に注ぐ川沿いには古くから温泉が至る所に湧き出し、鎌倉時代には大友氏によって湯治場として整備されていた。その温泉の一つ楠温泉には、元寇の役の戦傷者が保養に来た記録が残っており、別府の湯として江戸時代後期の温泉番付にも登場する温泉街が形成された。
1871年（明治4年）、河口に別府温泉の発展に重要な役割を担った旧別府港が建設されると、周辺の開発が進んだ。大正時代に現在の流川通り（大分県道52号別府庄内線）が出来た際にはほとんどが暗渠化され、また、別府地獄めぐり遊覧バスの廻る地獄循環道路の起点として、バスガイドの観光案内でも「ここは名高き流川、情けの厚い湯の町を、真直ぐに通る大通り、旅館商店軒並び、夜は不夜城でございます」と例えられるほどの別府最大の繁華街として大いに賑わいを見せるようになった。
現在、暗渠化された川筋はわかりにくいが、寿温泉、不老泉、田の湯温泉、九日天温泉などの川沿いに湧く温泉を利用した共同温泉をつないでいけば辿ることができる。また、流川通りには今も名残橋という橋の欄干の一部が残り、別府八湯ウォークの観光ボランティアガイドが案内するまち歩きツアーでも紹介される。